# 尤宁县 (伊利诺伊州)
尤寧縣（英語：Union County）是美國伊利諾伊州南部的一個縣。面積1,093平方公里。根據美國2000年人口普查，共有人口18,293人。縣治瓊斯伯勒（Jonesboro）。
成立於1818年，即該州加入聯邦的一年，縣名也由此而來。